# Panagiota Vlachaki
Panagiota Vlachaki (in greco Παναγιώτα Βλαχάκη?; Atene, 3 aprile 1991) è una maratoneta greca.

## Palmarès
| Anno | Manifestazione  | Sede           | Evento         | Risultato | Prestazione | Note |
| ---- | --------------- | -------------- | -------------- | --------- | ----------- | ---- |
| 2016 | Giochi olimpici | Rio de Janeiro | Maratona       | 118ª      | 2h59'12"    |      |
| 2024 | Europei         | Roma           | Mezza maratona | 66ª       | 1h21'56"    |      |

## Campionati nazionali
2014
- Argento ai campionati greci, 10000 m piani - 36'09"08
- Argento ai campionati greci di mezza maratona - 1h22'27"

2015
- Bronzo ai campionati greci, 10000 m piani - 36'15"92
- Argento ai campionati greci, 5000 m piani - 17'13"69

2016
- 4ª ai campionati greci, 5000 m piani - 17'17"98
- 5ª ai campionati greci, 1500 m piani - 4'42"72

2020
- Bronzo ai campionati greci di mezza maratona - 1h24'42"

2021
- 15ª ai campionati greci di corsa campestre - 30'21"

2023
- Bronzo ai campionati greci di maratona - 2h51'56"

2024
- Bronzo ai campionati greci di corsa campestre - 27'55"
- Bronzo ai campionati greci di maratona - 2h47'28"

2025
- 7ª ai campionati greci, 10000 m piani - 36'02"97
- Bronzo ai campionati greci di corsa campestre - 28'33"

## Altre competizioni internazionali
2016
- 7ª alla Maratona di Enschede ( Enschede) - 2h43'00"

2021
- 10ª alla Maratona di Atene ( Atene) - 2h59'44"

2023
- 9ª alla Maratona di Atene ( Atene) - 2h51'56"

2024
- 17ª alla Maratona di Vienna ( Vienna) - 2h43'51"
- Bronzo alla Maratona di Atene ( Atene) - 2h47'28"